# 特園
特園（中國民主政團同盟成立處）位於重慶市渝中区上清寺街道嘉陵桥东村37-49号，是抗日战争时期著名爱国民主人士鲜英的公馆。

## 历史
文物遺址年代為1931-1949年，1992年3月19日列為重慶市第二批市級文物保護單位。2000年9月7日列為第一批重慶市文物保護單位。2013年3月5日公佈為第七批全國重點文物保護單位。